# Естебан Гранеро
Естебан Феликс Гранеро Молина (шп. Esteban Félix Granero Molina; 2. јул 1987) бивши је шпански фудбалер. Играо је на позицији везног играча.
Поникао је у омладинској школи Реал Мадрида, а као играч се пробио у Хетафеу. Касније се вратио у Реал у којем је освојио три трофеја. Након тога је прешао у Квинс Парк рејнџерсе, да би се потом вратио у Шпанију где је и завршио каријеру.

## Трофеји

### Клупски
Реал Мадрид
- Ла лига: 2011/12.
- Куп Шпаније: 2010/11.
- Суперкуп Шпаније: 2012.

### Репрезентативни
Шпанија до 19
- Европско првенство до 19 година: 2006.[3]